# Ahmose-Nefertari
Ahmose-Nefertari was in het begin van de 18e dynastie van de Egyptische oudheid de zus en vrouw van farao Ahmose I. Zij was de dochter van koningin Ahhotep.
Haar kinderen waren: de latere farao Amenhotep I en zijn vrouw (en zus) Ahmose-Meritamon, prins Ahmose-Ankh, Sitamun en mogelijk nog andere zonen en dochters.
Het kleinkind van Ahmose-Nefertari, Aahmes, trouwde met Thoetmosis I. Ook koningin/farao Hatsjepsoet en Thuya, die trouwde met de zakenman Yuya, waren invloedrijke personen die van de koningin afstamden.
Ahmose-Nefertari kreeg aanzienlijke eretitels van haar zoon Amenhotep I en na haar dood werd zij in zijn familiegraf bijgezet, waar zij ook een dodentempel met hem deelde. Ze was de eerste Oud-Egyptische koningin die de titel Godsvrouw van Amon droeg.

## Titels
- Erfprinses (iryt-p`t),
- Groot van gratie (wrt-imt),
- Groot van lofprijzingen (wrt-hzwt),
- Koninklijke moeder (mwt-niswt),
- Grote koninklijke vrouwe (hmt-niswt-wrt),
- Godsvrouw (hmt-ntr),
- Godsvrouw van Amon (ḥm.t nṯr n ỉmn)
- Verenigd met de witte kroon (khnmt-nfr-hdjt).
- Koninklijke dochter (s3t-niswt),
- Koninklijke zuster (snt-niswt).

## Galerij

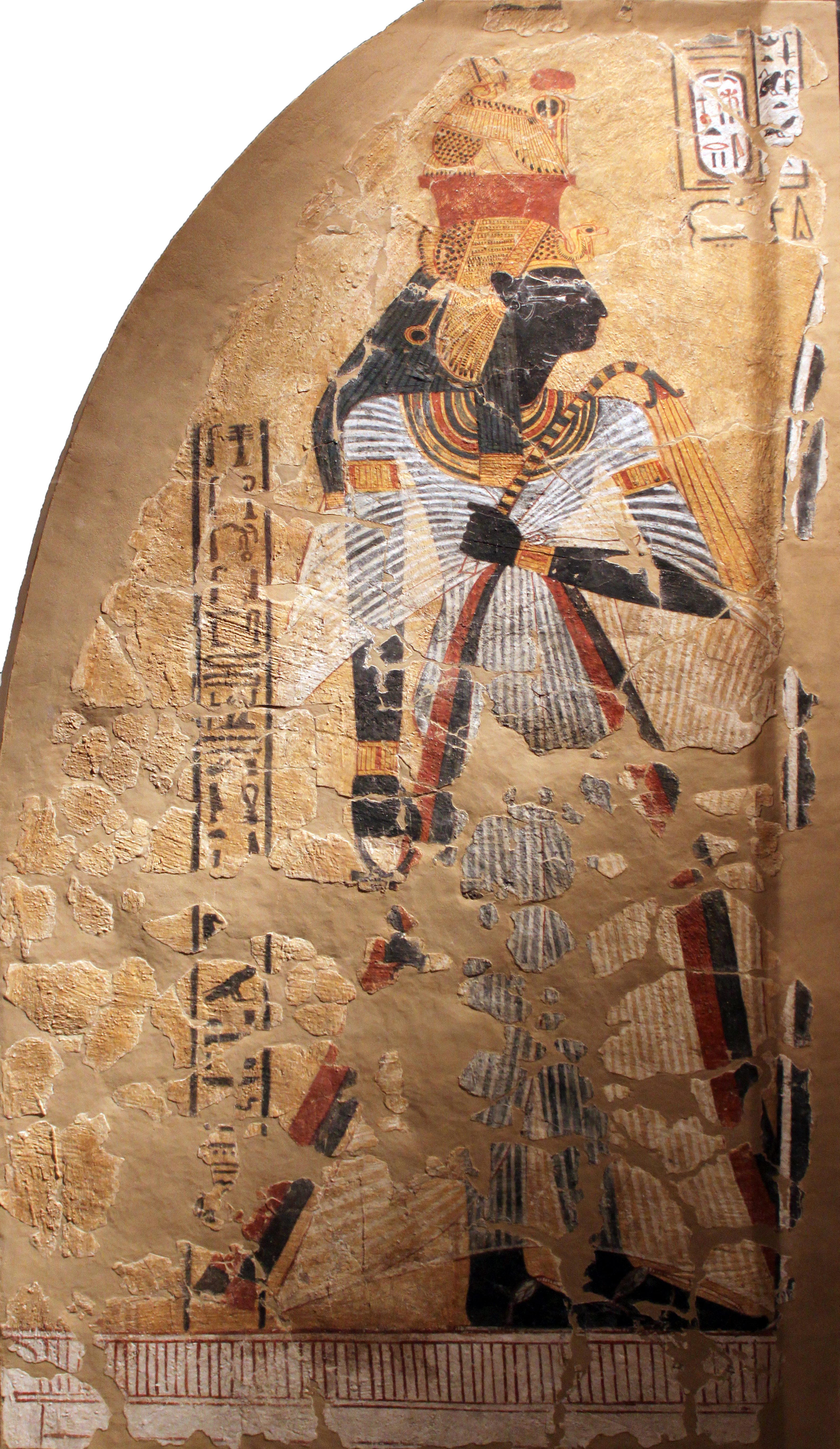
Wandschildering van de koningin
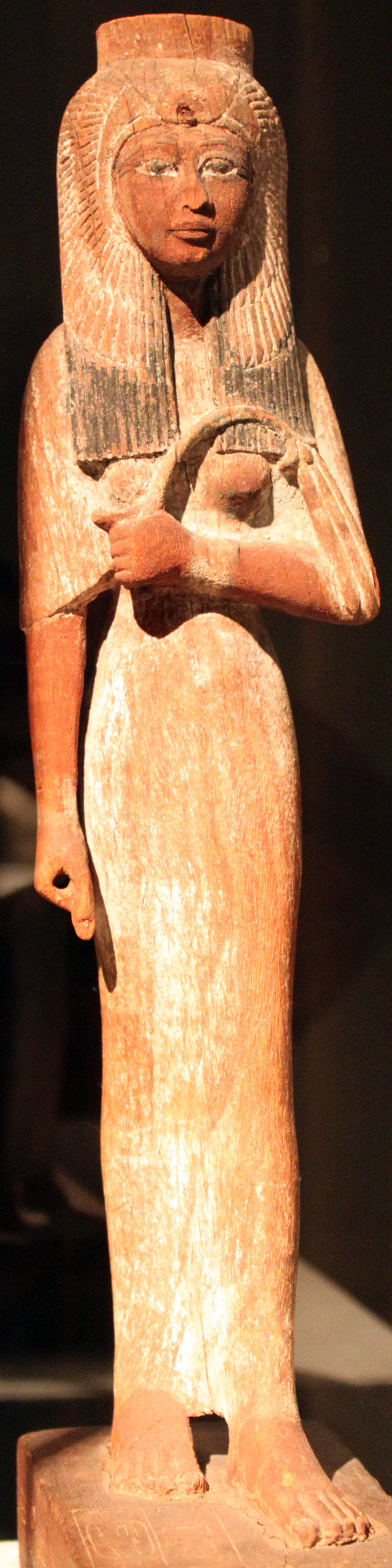
Beeldje van de koningin
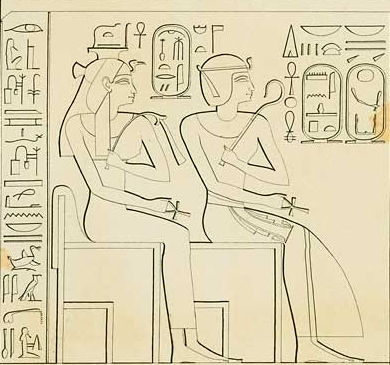
Ahmose-Nefertari op een inscriptie naast Djeserkare Amenhotep.
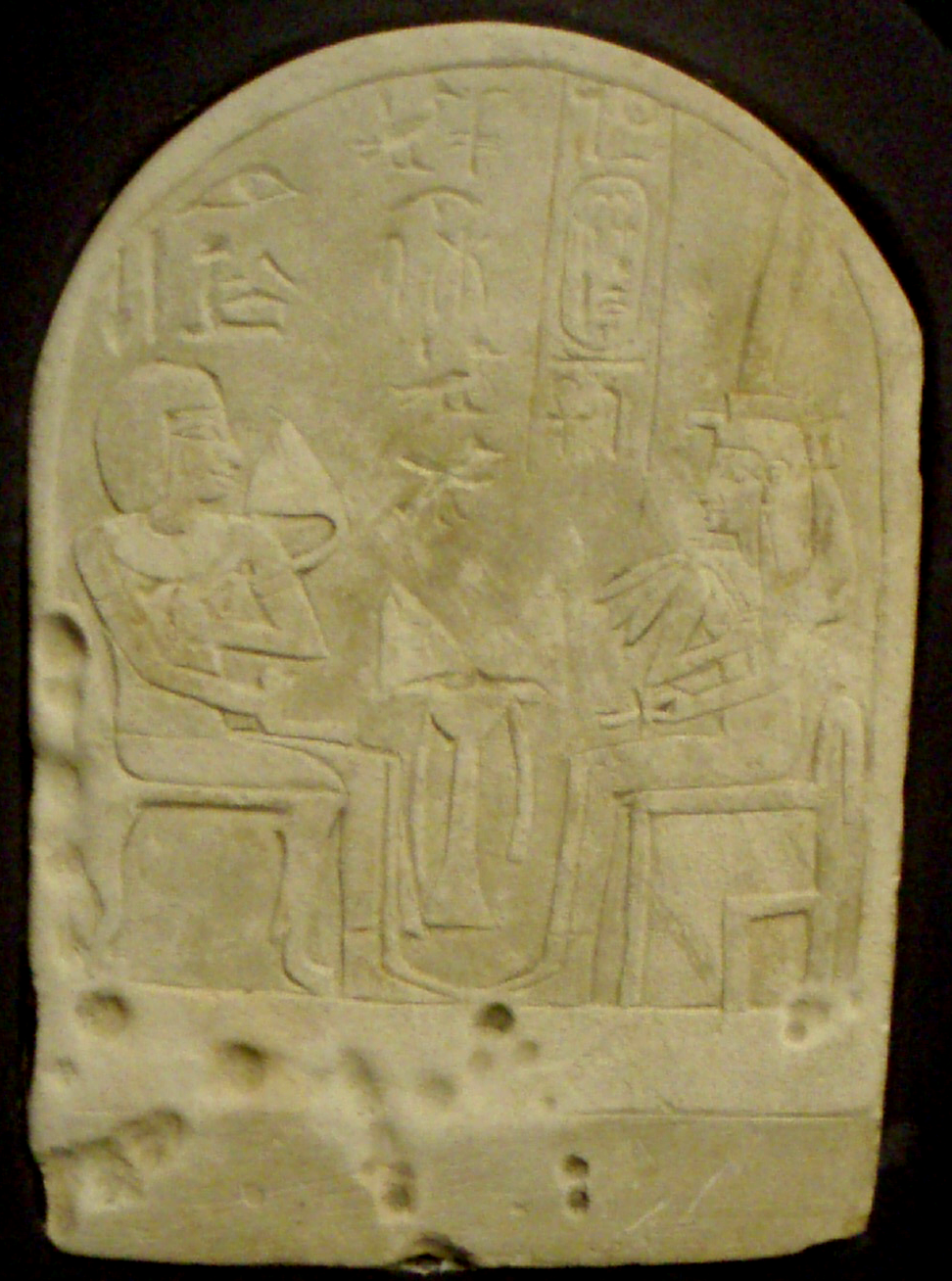
Stele
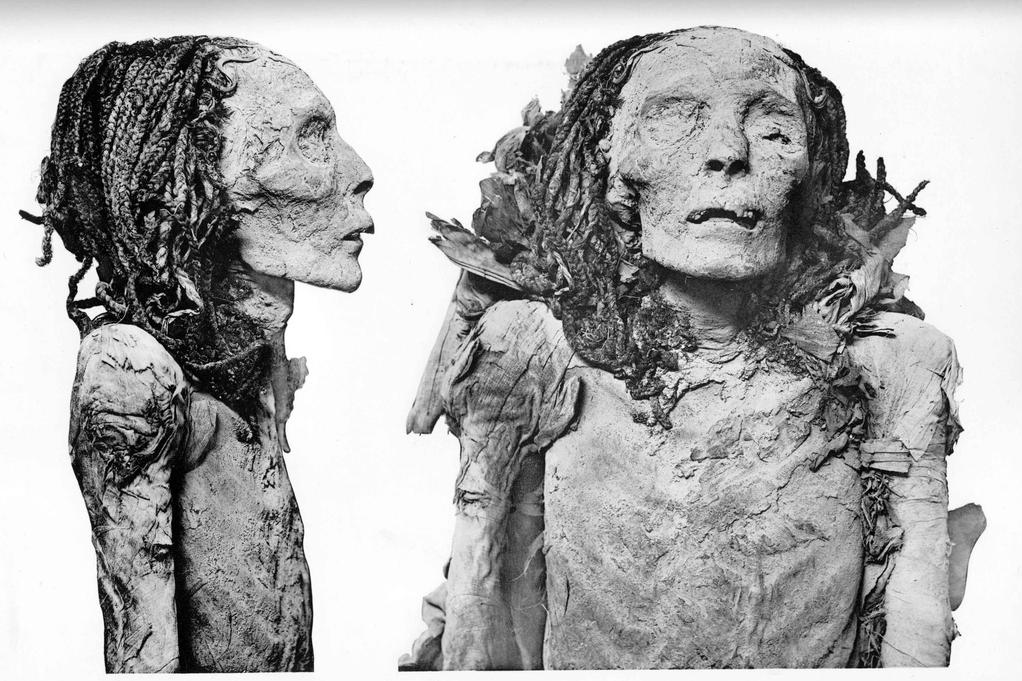
Mummie van Ahmose-Nefertari